# Батагуры
Батагуры (лат. Batagur) — род крупных пресноводных черепах. Панцирь длиной до 75 см. Обитают в Южной и Юго-Восточной Азии. Все виды рода находятся под серьезной угрозой. При недавнем слиянии с представителями двух других родов этот род включает шесть описанных видов:
- Batagur affinis
- Батагур (Batagur baska)
- Batagur borneoensis
- Batagur dhongoka
- Batagur kachuga
- Batagur trivittata

## Синонимы
В синонимику рода входят следующие названия:
- Batagurella Gray 1869
- Callagur Gray, 1870
- Cantorella Gray, 1870
- Dongoka Gray, 1869
- Kachuga Gray, 1856
- Tetraonyx Gray, 1830
- Tetronyx Lesson, 1832